# أنطونيو باريرا إمبير
أنطونيو باريرا إمبير (بالإسبانية: Antonio Imbert Barrera) (و. 1920 – م - 31 مايو 2016) هو سياسي من جمهورية الدومينيكان.

## روابط خارجية
- أنطونيو باريرا إمبير على موقع مونزينجر (الألمانية)